# Sazdice
Sazdice (in ungherese Százd) è un comune della Slovacchia facente parte del distretto di Levice, nella regione di Nitra.